# Квартијере Резиденцијале (Матера)
Квартијере Резиденцијале (итал. Quartiere Residenziale) је насеље у Италији у округу Матера, региону Базиликата.
Према процени из 2011. у насељу је живело 34 становника. Насеље се налази на надморској висини од 84 м.